# Exèrcit de Catalunya (1713-1714)
L'Exèrcit del Principat de Catalunya fou l'exèrcit alçat i pagat per l'aristocràcia catalana, la Diputació del General de Catalunya i la Junta de Braços (Corts Catalanes sense rei) el 9 de juliol de 1713 després de la traïció anglesa amb la Pau d'Utrecht i la retirada de les tropes imperials pel Conveni de l'Hospitalet. L'exèrcit estava format per 10.000 homes d'infanteria, 1600 de cavalleria i 1000 de marina. No se'n sap gaire de quants homes formaven l'artilleria pero no passaven dels 700. En total va arribar a tenir uns 13.000 soldats regulars.
El mateix 9 de juliol de 1713 el Principat de Catalunya havia declarat la guerra al Regne de França i al Duc d'Anjou, que des de les Corts de Barcelona (1706) no reconeixien com a legítim rei de la Monarquia Hispànica i l'endemà es va publicar un ban per llevar efectius per l'Exèrcit de Catalunya, sent les seves primeres unitats el Regiment de la Diputació del General de Catalunya i el Regiment de la Ciutat de Barcelona. Per al càrrec de general comandant els Tres Comuns de Catalunya van nomenar el tinent mariscal Antoni de Villarroel i Peláez el 10 de juliol. L'artilleria i el regiment de cavalleria de la Fe foren finançades pel comerciant Amador Dalmau i Colom, així com dos vaixells per a la marina.
La tendència inicial fou crear un "exèrcit de nacions", de manera que els soldats de cada nació hispànica s'allistessin a un determinat regiment. Malgrat això, no es compliren els objectius de reclutament per nacions i moltes de les vacants i la pràctica totalitat de l'oficialitat superior fou catalana. A part de les nacions de la Monarquia Hispànica, també es va formar el regiment de Sant Narcís per enquadrar-hi els voluntaris alemanys i austríacs que s'havien negat a obeir les ordres d'evacuació dels seus oficials. L'objectiu de l'exèrcit era defensar el Principat, les institucions i la seva existència de la ofensiva borbònica que posaria fi al país.

## Context: Guerra de Successió a Catalunya
A l'octubre de 1701 el duc d'Anjou Felip de Borbó, nou rei de la Monarquia Hispànica designat com a successor pel mort Carles II d'Espanya, va jurar les Constitucions catalanes i les Corts catalanes li van jurar fidelitat com a rei. L'inici de les hostilitats en els camps de batalla d'Europa li va fer dirigir-se cap a Itàlia. Després d'un bombardeig i fallit intent de desembarcament austracista a Barcelona el 1704, el virrei Velasco va ser acusat de conculcar les Constitucions, la qual cosa va incrementar els suports al bàndol austracista, que eren partidaris de proclamar a l'arxiduc d'Àustria Carles d'Habsburg com a rei de les espanyes.
El 1705, representants de la Companyia d'Osona van signar el Tractat de Gènova, una aliança militar amb Anglaterra en virtut de la qual es comprometien a procurar que Catalunya lluités per la causa del pretendent al tron espanyol Carles d'Àustria, amb l'ajuda militar d'Anglaterra, i aquesta es comprometia a defensar les constitucions de Catalunya fos quin fos el resultat de la guerra. A l'octubre de 1705 les tropes de l'arxiduc Carles van bombardejar i van prendre Barcelona a l'assalt. La Diputació del General de Catalunya i els consellers de Barcelona van canviar llavors de bàndol i el van aclamar com al seu sobirà. Dies més tard van proclamar a l'arxiduc d'Àustria com a legítim rei Carles III d'Espanya, jurant respectar les constitucions catalanes i convertint a Barcelona en seu de la seva cort i baluard austracista durant la resta de la guerra.
Passats vuit anys de guerra es va començar a negociar el Tractat d'Utrecht. Si bé en les primeres negociacions de pau els ambaixadors del ja emperador Carles VI van defensar que el Principat de Catalunya mantingués les seves lleis i institucions pròpies, després de la renúncia de Felip V al tron de França, el lliurament del penyal de Gibraltar i Menorca, i les concessions comercials a Amèrica, els britànics van reconèixer a Felip V com a rei d'Espanya i de les Índies. En l'article 13è del Tractat d'Utrecht signat el juliol de 1713 Felip V es va comprometia a amnistiar els catalans i a concedir-los els mateixos drets i privilegis que els habitants de les dues Castelles, abolint de facto les seves constitucions.
Després de l'abandonament anglès i davant la imminent evacuació de les tropes imperials, es va convocar a Barcelona el 30 de juny de 1713 una Junta de Braços per a deliberar si Catalunya havia de sotmetre's a Felip V o prosseguir la guerra en solitari. El 6 de juliol de 1713 la Junta va arribar a la resolució de continuar la guerra en solitari, i el 10 de juliol va publicar un bàndol per a reclutar efectius per al regiment d'infanteria de la Diputació, mentre la Ciutat procedia de la mateixa forma per a augmentar els efectius del regiment d'infanteria de Barcelona. A finals de juliol la lleva ascendia a prop de 4000 combatents a sou dels Tres Comuns de Catalunya.

## Organització
Per tal de mobilitzar als centenars de refugiats austracistes dels regnes d'Espanya que s'amuntegaven a Barcelona, els Tres Comuns de Catalunya van concebre la idea d'organitzar els regiments de l'Exèrcit de Catalunya en funció de la procedència dels soldats; segons aquest pla, dels vuit regiments d'infanteria que es van alçar, el regiment de la Diputació, el regiment de Barcelona, el regiment de la nostra Senyora del Rosari i el regiment del coronel Busquets serien reservats als soldats catalans, el regiment de Sant Narcís per als alemanys, el regiment de La nostra Senyora dels Desemparats per als valencians, el regiment de la Santa Eulalia per als navarresos, i el regiment de la Immaculada, sota el comando teòric del general comandant Villarroel però efectiu del coronel Gregori de Saavedra, per als castellans. Així mateix dels sis regiments de cavalleria que es van alçar, el regiment de cuirassers de Sant Miquel va ser reservat per als aragonesos. Malgrat les intencions dels Tres Comuns de Catalunya, la major part de la lleva va haver de completar-se amb tropes catalanes. En quant als miquelets, van ser reorganitzats i enquadrats en els anomenats regiments de fusellers de muntanya; el regiment del coronel Amill va ser batejat regiment Sant Raimon de Penyafort, el del coronel Rau va ser anomenat de l'Àngel Custodi, mentre que el del coronel Vilar i Ferrer va mantenir el seu nom i el regiment del coronel Ortiz, sota la protecció de Sant Vicent Ferrer, va estar reservat als miquelets valencians.
Per la seva part la Coronela de Barcelona, la milícia formada pels confrares dels gremis barcelonins, va ser reorganitzada com un sol regiment de sis batallons: el de la Santíssima Trinitat, l'Immaculada Concepció, el Santa Eulàlia, el Sant Sever, el Santa Madrona i el de La nostra Senyora de la Mercè. Els membres de la Coronela de Barcelona estaven sotmesos a la jurisdicció militar quan entraven de guàrdia i estaven a sou de la Ciutat; així mateix estaven completament uniformats i equipats amb fusells de primera qualitat des de 1707, sent el seu coronel el conseller en cap de Barcelona. Per a mantenir l'ordre públic dins de la Ciutat es va llevar la Companyia de la Quietud, i per a aquells inhàbils per al servei d'armes es van organitzar els batallons de barris, formats per ciutadans que sense rebre paga tenien la comesa de servir de força de treball, desenrunament i reconstrucció en cas de bombardeig. Finalment es van llevar les companyies de voluntaris formades per civils barcelonins i d'altres estats de la Corona d'Aragó que no estaven a sou però que servien voluntàriament amb armes pròpies, sense patent oficial i sense uniforme. Així mateix per a l'armada naval es van mobilitzar cinquanta tartanes de guerra, nou bergantins i sis fragates, mentre es van equipar amb entre vint i quaranta canons a quatre navilis: el Sant Josep, el Santa Madrona, el Santa Eulàlia i el Sant Francesc de Paula amb la finalitat de custodiar els combois de subministraments, armament i munició procedents de Mallorca.

## Estructura

### Infanteria
La formació de l'Exèrcit de Catalunya en total tenia 10.000 homes d' infanteria regular, es va basar, en primer moment, en dos regiments d'infanteria ja existents: el de la Ciutat i el de la Diputació. A partir d'aquests, es van crear fins a vuit nous regiments d'infanteria reglada; aprofitant els soldats i oficials experimentats que s'havien quedat a Catalunya després de la retirada dels diferents exèrcits aliats.
- Catalans: Regiment de la Diputació del General de Catalunya
- Catalans: Regiment de la Ciutat de Barcelona
- Castellans: Regiment de la Immaculada Concepció
- Navarresos: Regiment de Santa Eulàlia
- Valencians: Regiment d'Infanteria de la Mare de Déu dels Desemparats
- Alemanys: Regiment de Sant Narcís
- Catalans: Regiment de Nostra Senyora del Roser
- Catalans: Regiment del coronel Busquets
- Mallorquins: Recluta de Mallorca
- Napolitans: Companyía de napolitans

Les coroneles eren les milícies urbanes de les principals ciutats de Catalunya durant l'edat moderna: Coronela de Barcelona, Coronela de Lleida, Coronela de Tortosa, Coronela de Tarragona o coronela de Manresa, ciutats que a l'empara de les Constitucions Catalanes gaudien d'autonomia per armar i defensar-se en cas d'agressió. Estaven formades per ciutadans militaritzats dels gremis d'Oficis. Tot i així, les Coroneles i les tropes mercenàries com els miquelets no hi eren incloses en l'exèrcit, les tropes havien de ser professionals i ben armades.

### Cavalleria
La cavalleria, en els primers moments de la formació de l'Exèrcit de Catalunya, va ser d'una elevada importància estratègica. Gràcies a la seva alta mobilitat, les autoritats catalanes esperaven poder evitar la caiguda d'emplaçaments importants a mans borbòniques i obrir fronts a la Catalunya interior. Aquesta branca estava composta per sis regiments, que es van formar o reordenar, a més a més d'altres companyies, com els hússars hongaresos, segurament enquadrats al Sant Jordi.

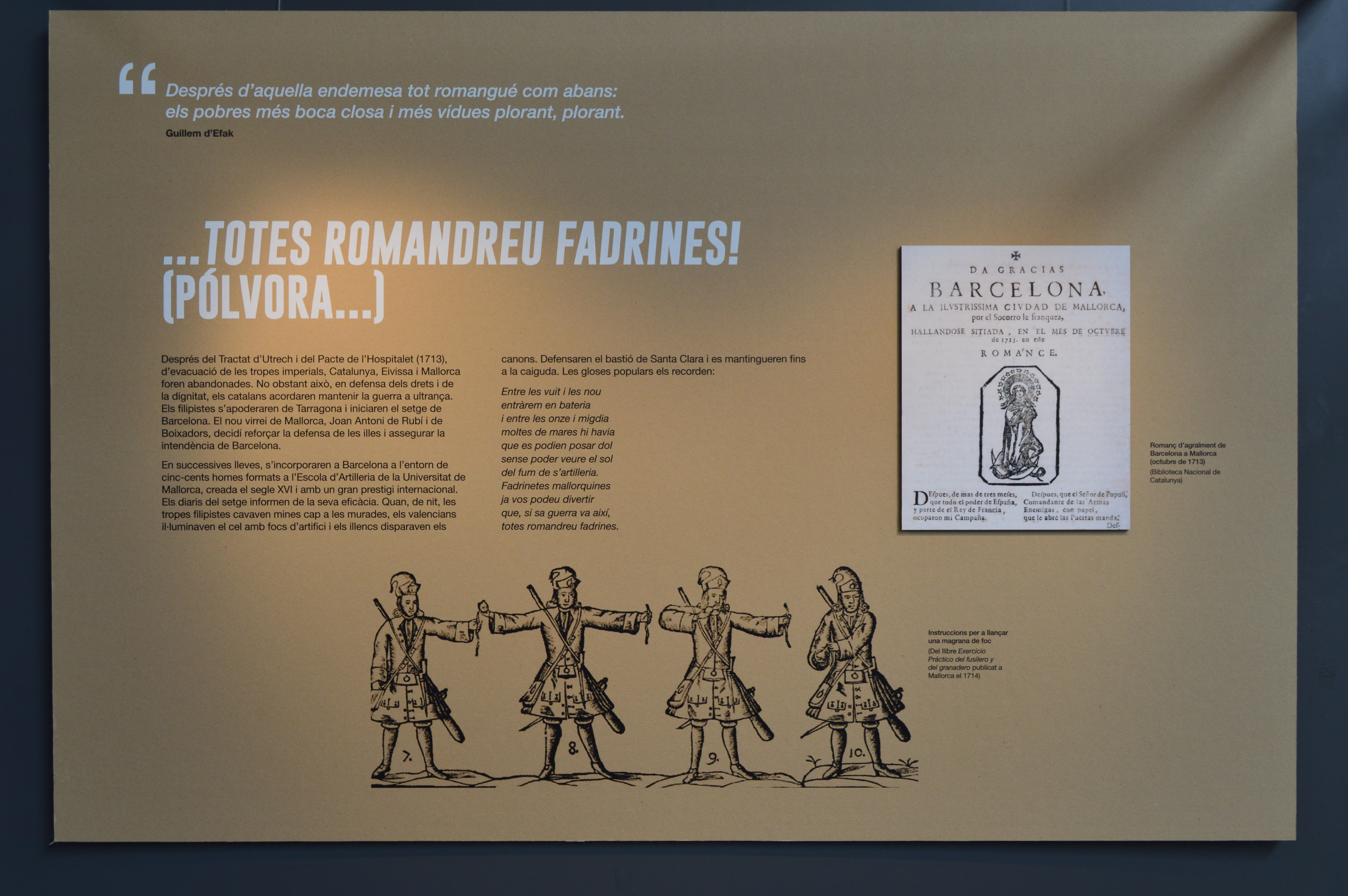
Plafó de l'exposició del Born Centre Cultural, La fi del Regne enmig del Mar, on s'explica la participació mallorquina.

- Regiment de cavalleria Rafael Nebot
- Regiment de cavalleria La Fe
- Regiment de cavalleria Sant Jordi
- Regiment de cavalleria Dragons-Cuirassers de Sant Miquel
- Regiment de cavalleria Sant Jaume
- Regiment de cavalleria Pere de Bricfeus

### Artilleria

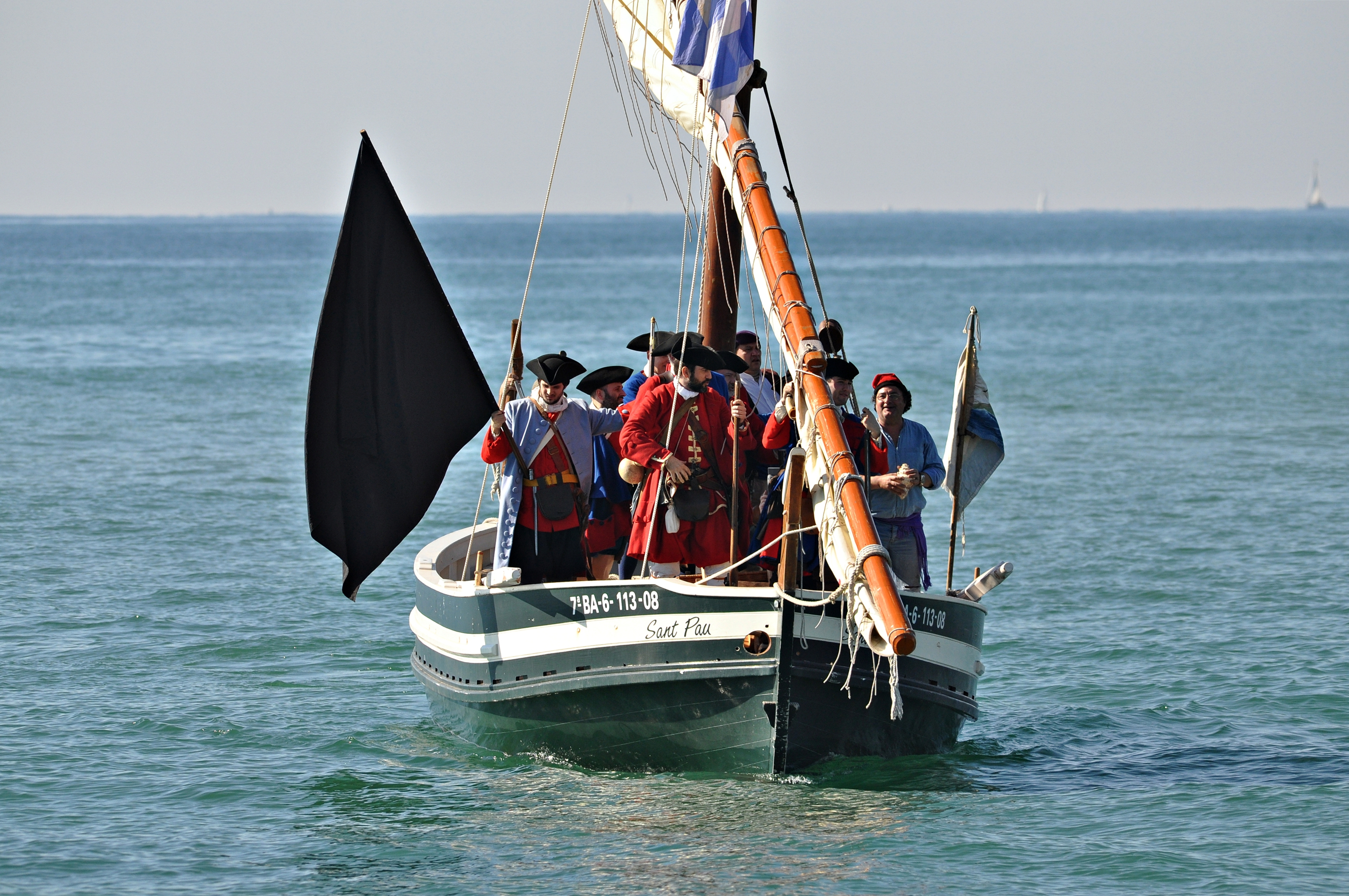
Recreació del 2014 del desembarcament de l'Expedició del Braç Militar a Arenys de Mar del 9 d'agost de 1713.

L'artilleria es va organitzar en una unitat regimental sota el comandament del general valencià Joan Baptista Basset, que també comandà els enginyers. Bàsicament desplegats a Barcelona, els artillers disposaven d'un important parc d'artilleria amb peces de bronze de bona qualitat. Les companyies d'artilleria estaven nodrides, en bona part, per artillers i bombarders mallorquins, d'una altíssima reputació, guanyada en els enfrontaments contra els otomans.
- Artilleria de Catalunya
  - 1ª Companyia d'artillers del capità Bordas
  - 2ª Companyia d'artillers del capità Ribas
  - 3ª Companyia d'artillers del capità Folch
  - 4ª Companyia d'artillers del capità Aguiló
  - 5ª Companyia d'artillers del capità Horta
  - 6ª Companyia d'artillers del capità Estruch
  - 7ª Companyia d'artillers de Mallorca
  - 1ª Companyia debombarders del capità Costa
  - 2ª Companyia de bombarders del capità Rovira
  - 3ª Companyia de bombarders del capità Toner

### Armada
A més a més d'altres vaixells i embarcacions petites i mitjanes, l'Armada de Catalunya disposava de tres embarcacions grans: el Mare de Déu de la Mercè i Santa Eulàlia, capitanejat per Miquel Vaquer, el Sant Francesc de Paula, amb el capità Josep Tauler i el Santa Madrona, una fragata francesa capturada posada sota el comandament de Josep Capó. Com a reforç a les tripulacions de la marina 200 nois orfes, de la Casa de Caritat de Barcelona, es van incorporar als navilis.
- Nau de línia de segona. 80 canons Sant Francesc de Paula
- Nau de línia de tercera. 72 canons Nostre Senyora de la Mercè
- Nau de línia de tercera. 72 canons Santa Madrona
- Nau de línia de sisena. 40 canons Sant Josep
- 6 fragates
- 9 bergantins
- 50 tartans de guerra

### Milícies
- Coronela de Barcelona
  - I Batalló de La Santísima Trinitat
  - II Batalló de la Immaculada Concepció
  - III Batalló de Santa Eulàlia
  - IV Batalló de Sant Sever
  - V Batalló de la Santa Madrona
  - VI Batalló de la Mare de Déu de la Mercè
- Batallons de barris
  - Batalló de Santa María de Cervellò
  - Batalló de San Raimon de Penyfort
  - Batalló de Sant Salvador d'Horta
  - Batalló de Santa María de Cervellò
  - Batalló de Sant Sebastià
  - Batalló de Sant Raimon Nonat
  - Companyía de la Quitud
- Companyies de voluntaris
  - Companyia de Voluntaris de l'Aragó
  - Companyia de Voluntaris del capità Marco
  - Companyia de Voluntaris del capità Besabés
  - Companyia de Voluntaris del capità Mestres
  - Companyia de Voluntaris de Sant Martí de Provençals
  - Companyia de Voluntaris de Sarrià
  - Companyia de Voluntaris de Sant Andreu de la Barca
  - Companyia de Voluntaris de l'Hospitalet

## Estat Major
Per al càrrec de general comandant de les tropes regulars es van considerar dues opcions: el tinent mariscal Antonio Colón de Portugal i Cabrera, i el també tinent mariscal Antoni de Villarroel, sent triat aquest últim per haver nascut a Barcelona, encara que no fos català. Aquest va acceptar el nomenament el 12 de juliol assenyalant que accedia a això com a bon militar professional, pel fet d'estar involucrada la defensa d'una plaça a punt de ser assetjada, sota les condicions d'obtenir la patent oficial de l'emperador i rei Carles VI i disposar de suficient nombre de tropes per a la defensa de la vila. La Junta de Govern va accedir a les seves condicions i l'endemà va ser oficialitzat el nomenament. El general Joan Baptista Basset va ser nomenat general governador de l'artilleria, el general Rafael Nebot i Font va ser nomenat general governador de la cavalleria, i el general Bartolomé Ortega de la infanteria, mentre Ramon de Rodolat era nomenat inspector general de l'exèrcit i el general José Antonio Martí era ascendit a brigadier. Després del fracàs de l'expedició del diputat militar, a l'octubre de 1713 el general Nebot va ser destituït sent rellevat pel general Miquel de Ramon i Tord en la general governació de la cavalleria. El general Bartolomé Ortega va renunciar el 6 de setembre de 1713, sent rellevat pel general Josep Bellver en la general governació de la infanteria. La Coronela de Barcelona, la milícia gremial barcelonina, va ser reorganitzada com un sol regiment de sis batallons, sent el seu coronel el conseller en cap de Barcelona.
Per tal de coordinar les decisions militars i propiciar una àgil aprovació de les operacions per part de les institucions polítiques catalanes, una de les primeres mesures adoptades a l'agost de 1713 a petició del general comandant Antoni de Villarroel va ser la creació d'una Junta Secreta. Aquesta junta estava formada per set persones i amb la seva sola aprovació ja bastava per a escometre una nova operació militar. D'entre aquests set cal destacar al mateix general comandant, al conseller en cap de Barcelona, i a Juan Francisco de Verneda i Sauleda, comissionat secret de l'emperador Carles VI a Barcelona, qui va estar en contacte directe amb Viena durant tot el temps que va durar el setge de la ciutat.

## Armament, equipament i uniformitat
La uniformitat, equipament i uniforme de les tropes regulars d'infanteria, cavalleria i fuselleria era similar i homologable al dels altres exèrcits implicats en la guerra de successió espanyola. L'equipament bàsic del soldat era el «vestit de munició»(uniforme), tricorn, corbata, casaca, camisa, calçons, mitjanes, polaines i sabates. Aquest equipament bàsic presentava lleugeres variacions en funció de l'arma que feia servir el soldat, perquè les tropes dels cuirassers de cavalleria calçaven botes de muntar, els granaders d'infanteria portaven gorra, i els fusellers prescindien de la corbata vestint capot i camisola en lloc de casaca i jupa. Els uniformes combinaven els colors que distingien la divisa de la unitat, sent l'habitual un color de fons per a la casaca i un altre diferent per a les gires visibles del folre; aquest segon color constituïa pròpiament la divisa del regiment. El cost mitjà de l'equipament d'un soldat d'infanteria sumava aproximadament unes 32 lliures catalanes, 2 sous i 6 diners, al que calia sumar unes 4 lliures per un fusell i 1 lliura per l'espasa d'infanteria. En els registres d'ingressos de morts i ferits de l'hospital de la Sant Pau es testimonia l'àmplia presència d'objectes religiosos entre els hàbits dels soldats, amb figures de sants catòlics lligades amb cordes, escapularis per sota de la camisa o imatges cosides a la roba.

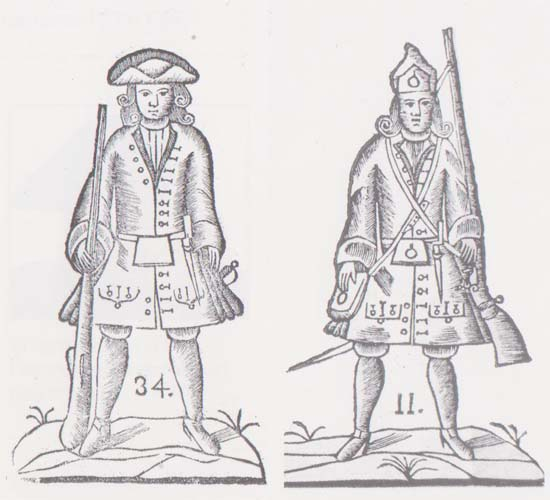
Dibuix de la vestimenta d'un infant de fuselleria (34) i granader (11). Manual d'ensinistrament de l'Exèrcit de Catalunya: Exercici pràctic i especulatiu de fuseller, i granader (1714), del coronel navarrès Joan Francesc Ferrer

Al contrari dels soldats, per als oficials majors no van existir patrons d'uniformitat, quedant a discreció d'aquests l'elecció dels colors i materials per als seus uniformes. El general governador de l'artilleria, Joan Baptista Basset, va sol·licitar la confecció de tres uniformes durant el bloqueig i setge de Barcelona. El general comandant Villarroel va triar els colors del regiment de la Immaculada Concepció, del qual n'era el comandant honorífic, sent el fons blau fosc i la divisa grana; els torçals i els botons eren d'or, els punys i la corbata de seda, i el tricorni estava engalanat amb plomes del color de la divisa. La seva partisana de comando portava borla de fils d'or. A pesar que els artistes del segle XIX van representar al conseller en cap Rafael Casanova vestint una gramalla, en realitat l'ús d'aquesta peça estava reservat per als actes protocol·laris. A partir de febrer de 1714 Rafael Casanova va esdevenir la màxima autoritat política i militar del Principat de Catalunya. D'acord amb el seu rang de coronel i governador de Barcelona i a la seva rellevància com a màxim mandatari polític i militar, el seguici de Rafael Casanova era nombrós i mobilitzava a diversos patges, criats i adjunts militars. Al llarg del conflicte va vestir sempre amb l'uniforme militar, les despeses del qual van ascendir a 500 lliures catalanes; va triar el color carmesí per a la seva divisa, per sobre del qual lluïa la banda de conseller en cap amb les armes heràldiques de Barcelona brodades. Per als complements es van destinar 435 lliures catalanes, 15 sous i 3 diners; els brodats i els botons de l'uniforme eren d'or, els punys i la corbata eren de seda, l'uniforme del seu patge, el criat que corria al costat del seu costat cavall quan Rafael Casanova es desplaçava per la ciutat, sumava 20 lliures, dotant-se també de cadira de muntar, maneta per a les pistoles amb les armes de la ciutat brodades, esperons de plata i botes de muntar.
L'arma estàndard de l'exèrcit català va ser el fusell, sent la majoria de facturació anglesa o austríaca. Així i tot, a Barcelona i Catalunya en general s'havia convertit al llarg del segle XVII en una potència manufacturera d'armes arran de les contínues guerres que havia assotat periòdicament el país des del segle XVI, i especialment en el segle XVII des de la guerra dels Segadors. La principal diferència entre el material estranger i les armes catalanes el constituïa el pany del fusell, havent-se desenvolupat a Catalunya el pany de Miquelet, fort, segur i durador, que situava gairebé tots els mecanismes en l'exterior. Contràriament, el pany de sílex era l'habitual entre anglesos i francesos, i encara que a Catalunya també es va usar la tradició dels armers catalans passava pel pany de Miquelet aplicada indistintament a fusells, escopetes, carabines i pistoles. La infanteria catalana va ser armada majoritàriament amb fusells amb calibre 2 cm i 4 kilos de pes, mentre que els fusellers de muntanya es van dotar d'escopetes, la principal variació de les quals radicava en el pes i la longitud, mes petites, que per tant facilitaven les operacions d'escaramussa i assalt pròpies d'aquestes unitats especialitzades. La infanteria també es va armar amb armes blanques, espases, que no van ser de molta qualitat. La fulla era d'acer i l'empunyadura de bronze i podia comptar amb cassoleta de protecció. En canvi la cavalleria es va dotar d'espases i sabres de major qualitat, ja anessin rectes, pesades, corbes o alfanges. La infanteria també es va armar amb baionetes de dolla de 40 cm de longitud, amb enfilada lateral, si bé algunes unitats van continuar usant les anteriors baionetes amb mag de fusta que s'encastaben directament en el canó. Les partisanes, alabardes i llances van ser les insígnies dels oficials, si bé tenien una escassa efectivitat bèl·lica i tenien bàsicament un valor identificatiu. També es va dotar àmpliament de granades de 7 i 8 cm de diàmetre a les companyies de granaders, sent el seu ús molt arriscat i precisant d'un entrenament efectiu per al seu ús correcte en el camp davant de Barcelona i, mesos després, entre les ruïnes de la ciutat; a aquest efecte es va construir en les Drassanes de Barcelona una cadena de muntatge per a la seva fabricació.
| Funció     | Nom del Regiment                               | Coronel                    | Procedencia           | Color Divisa    | Patró católic           | Nº máx. d'homes |  |
| ---------- | ---------------------------------------------- | -------------------------- | --------------------- | --------------- | ----------------------- | --------------- |  |
|            |                                                |                            |                       |                 |                         |                 |  |
| Cavalleria | «Regimient de la Fe»                           | Sebastià Dalmau            | catalans i aragonesos | Carmí / Verd    | Crist                   | 750             |  |
|            |                                                |                            |                       |                 |                         |                 |  |
| Cavalleria | «Regiment de Sant Jordi»                       | Antoni Berenguer           | catalans              | Blanc / Vermell | Sant Jordi              | 450             |  |
|            |                                                |                            |                       |                 |                         |                 |  |
| Cavalleria | «Regiment de Sant Miquel»                      | Pere Vinyals               | aragonesos            | Groc / Vermell  | Sant Miquel Arcàngel    | 500             |  |
|            |                                                |                            |                       |                 |                         |                 |  |
| Cavalleria | «Regimient de Sant Jaume»                      | Antoni Desvalls            | catalans              | No definit      | Sant Jaume              | 300             |  |
|            |                                                |                            |                       |                 |                         |                 |  |
| Cavalleria | «Regimient de Nebot»                           | Rafael Nebot               | catalans              | Blanc / Blau    | Immaculada Concepció    | 100             |  |
|            |                                                |                            |                       |                 |                         |                 |  |
| Cavalleria | «Companyies d'hússars»                         | Capt. Labuday Capt. Sevros | hungaresos            | Blanc / Vermell | Sense patró             | 120             |  |
|            |                                                |                            |                       |                 |                         |                 |  |
| Cavalleria | «Regiment de Brichfeus»                        | Pere Brichfeus             | catalans              | No definit      | Sense patró             | 30              |  |
|            |                                                |                            |                       |                 |                         |                 |  |
| Cavalleria | «Companyia de Badia»                           | Capt. Josep Badia          | catalans              | No definit      | Sense patró             | 30              |  |
|            |                                                |                            |                       |                 |                         |                 |  |
| Infanteria | «Regimient de la Diputació»                    | Francesc Sans              | catalans              | Blau / Grana    | Sant Jordi              | 600             |  |
|            |                                                |                            |                       |                 |                         |                 |  |
| Infanteria | «Regiment de Barcelona»                        | Francesc Asprer            | catalans              | Vermell / Groc  | Santa Eulàlia           | 600             |  |
|            |                                                |                            |                       |                 |                         |                 |  |
| Infanteria | «Regiment de Santa Eulàlia»                    | Eudald Mas                 | navarresos i catalans | Blau / Groc     | Santa Eulàlia           | 600             |  |
|            |                                                |                            |                       |                 |                         |                 |  |
| Infanteria | «Regiment de San Narcís»                       | Joan de Madrenas           | alemanys              | Blau / Blanc    | Sant Narcís             | 500             |  |
|            |                                                |                            |                       |                 |                         |                 |  |
| Infanteria | «Regimient de la Mare de Déu dels Desamparats» | Josep Vicent Torres        | valencians            | Blau / Taronja  | Verge dels Desamparats  | 300             |  |
|            |                                                |                            |                       |                 |                         |                 |  |
| Infanteria | «Regimient de N.S del Roser»                   | Josep Bellver              | catalans              | Groc/ Vermell   | Verge del Roser         | 300             |  |
|            |                                                |                            |                       |                 |                         |                 |  |
| Infanteria | «Regiment de la Concepció»                     | Gregori de Saavedra        | castellans i catalans | Blau/ Vermell   | Immaculada Concepció    | 700             |  |
|            |                                                |                            |                       |                 |                         |                 |  |
| Infanteria | «Regimient de Busquets»                        | Francesc Busquets          | catalans              | No definit      | Sense patró             | 300             |  |
|            |                                                |                            |                       |                 |                         |                 |  |
| Infanteria | «Recluta de Mallorca»                          | Joan Antoni Corradó        | varies                | Blanc / Blau    | Sense patró             | 430             |  |
|            |                                                |                            |                       |                 |                         |                 |  |
| Infanteria | «Companyia de napolitans»                      | Capità Josep Corradó       | napolitans            | Blanc / Groc    | Sense patró             | 50              |  |
|            |                                                |                            |                       |                 |                         |                 |  |
| Infanteria | «Companyia d'oficials agregats»                | Tt. Corl. Baltasar Martí   | varies                | Sense divisa    | Sense patró             | 40              |  |
|            |                                                |                            |                       |                 |                         |                 |  |
| Infanteria | «Companyia de mutilats»                        | Capt. Francesc Dàvila      | varies                | Sense divisa    | Sense patró             | 80              |  |
|            |                                                |                            |                       |                 |                         |                 |  |
| Fuselleria | «Regiment de Sant Ramon de Penyafort»          | Ermengol Amill             | catalans              | Blau / Groc     | Sant Ramon de Penyafort | 500             |  |
|            |                                                |                            |                       |                 |                         |                 |  |
| Fuselleria | «Regiment de l'Àngel Custodi»                  | Manuel Moliner             | catalans              | Marró / Groc    | Àngel Custodi           | 500             |  |
|            |                                                |                            |                       |                 |                         |                 |  |
| Fusilleria | «Regiment de Sant Vicent Ferrer»               | Josep Ortiz                | valencians i catalans | Blau / Vermell  | Sant Vicent Ferrer      | 500             |  |
|            |                                                |                            |                       |                 |                         |                 |  |
| Fuselleria | «Regiment de Molins»                           | Jaume Molins               | catalans              | Azul / Carmí    | Sense patró             | 260             |  |
|            |                                                |                            |                       |                 |                         |                 |  |
| Fuselleria | «Regiment de Muñoz»                            | Antoni Muñoz               | catalans              | Marró / Carmí   | Sense patró             | 300             |  |
|            |                                                |                            |                       |                 |                         |                 |  |
| Fuselleria | «Regiment de Paperoles»                        | Anton Paperoles            | catalans              | Marró / Vermell | Sense patró             | 60              |  |
|            |                                                |                            |                       |                 |                         |                 |  |
| Fuselleria | «Regiment de Massagur»                         | Martirià Massagur          | catalans              | Blau / Carmí    | Sense patró             | 60              |  |
|            |                                                |                            |                       |                 |                         |                 |  |
| Fuselleria | «Regiment de Llirós»                           | Antoni Lirós               | catalans              | Sense uniforme  | Sense patró             | 200             |  |

## Zones d'operació

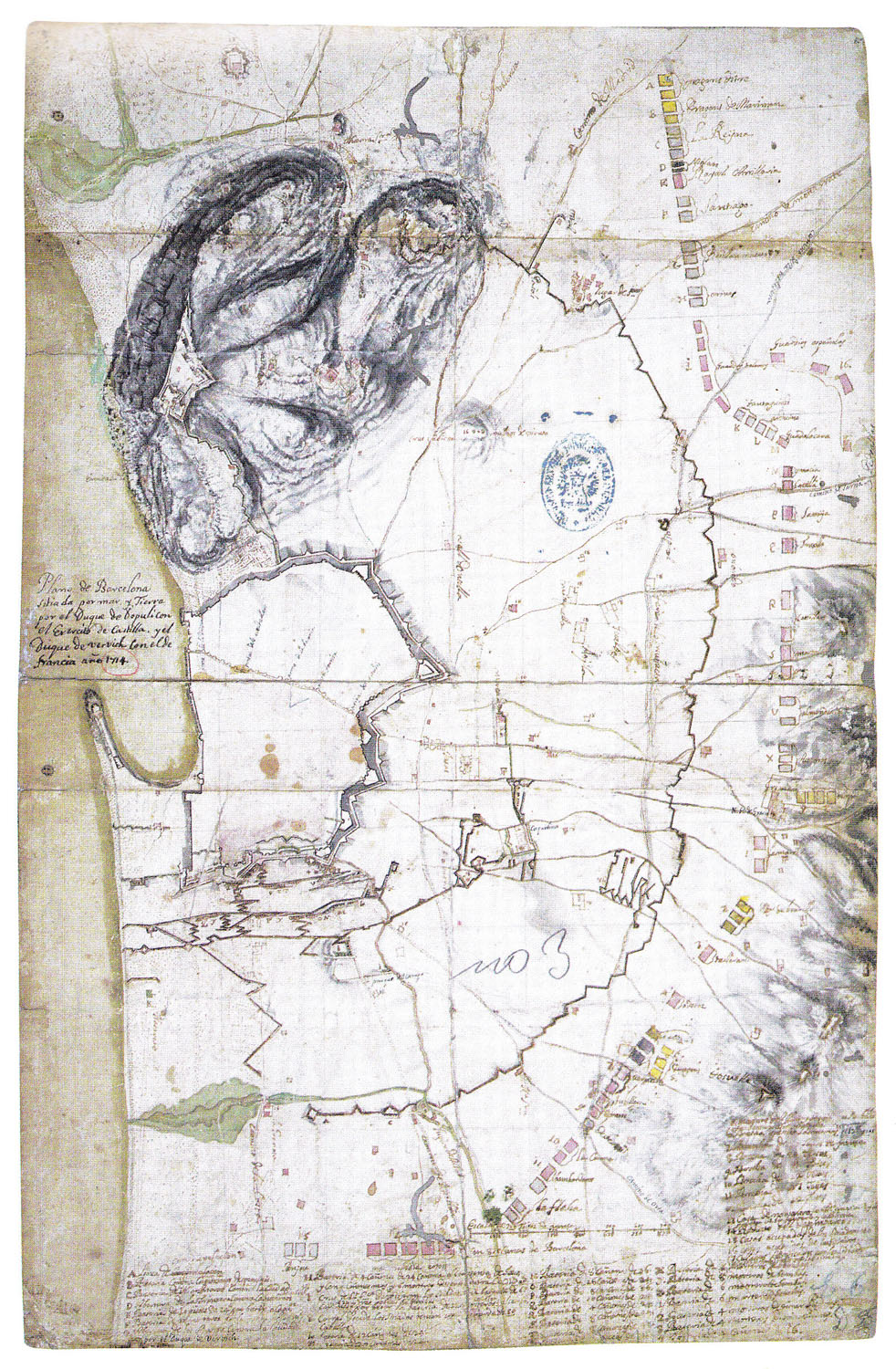
Mapa de Barcelona durant el setge, amb les trinxeres i exèrcit borbònics envoltant la vila: Plànol de Barcelona assetjada per mar i Terra pel Duc de Pòpuli amb l'Exèrcit de Castella, i el duc de vervich amb el de frança any 1714

Durant els onze mesos de bloqueig per mar i terra de la de la ciutat, el principal teatre d'operacions va ser l'extens camp davant de Barcelona; des de les antigues muralles fins a la línia de circumval·lació borbònica s'obria un camp de dos quilòmetres de distància i un perímetre de vint quilòmetres. L'intricat del terreny, amb hortes i vinyes, camps fruiters, alts tancats de pedres i arbustos, séquies de reg, barraques de pagesos i petites masies conformaven una zona laberíntica propícia a les accions dels fusellers de muntanya catalans. Durant gairebé un any es van desenvolupar violents combats, refregues, escaramusses i emboscades, tant diürnes com nocturnes, hostilitzant les posicions avançades de les tropes borbòniques.
Així mateix en les zones de llevant i ponent de la ciutat, més obertes i sense aquest intricat laberint d'hortes, van tenir lloc combats d'infanteria de línia desplegada en formació de batalla, destacant el combat de la creu coberta o la sortida del 13 de juliol de 1714 contra la primera trinxera paral·lela borbònica, amb la infanteria formada en línia a bandera desplegada i la cavalleria custodiant els flancs. Una altra àrea de combat va ser la muntanya de Montjuïc, en el cim de la qual s'erigia una fortalesa que dominava la ciutat. L'estratègia dissenyada pel duc de Pópoli radicava el seu èxit en la conquesta de l'estratègic enclavament, des del qual una vegada pres pretenia obligar a la rendició de la ciutat. Les zones boscoses que envoltaven el convent de santa Madrona, situat a mitja muntanya de Montjuïc, va ser escenari d'obstinats assalts per part de les tropes borbòniques les quals, després de mesos de frustrats intents, van aconseguir finalment fer-se amb la posició. No obstant això, les posicions de defensa catalanes es van replegar a zones més elevades de la muntanya i el duc de Pópoli no va poder explotar l'avantatge tàctic. Al juliol de 1714, després de l'arribada del mariscal de França duc de Berwick, el bloqueig es va convertir en setge i el mes d'agost ja s'estava combatint als peus de les muralles. Durant els tres dies que van seguir al 12 d'agost, quan el duc de Berwick va llançar dos assalts generals, les operacions militars van tenir lloc en els baluards del Portal Nou i Santa Clara. Finalment l'11 de setembre, i després del col·lapse de tota la línia de defensa de les muralles i els baluards, les ruïnes de la ciutat de Barcelona es van convertir en escenari de la lluita, desenvolupant-se un intricat combat urbà marcat per barricades alçades en els principals caps de carrer de la ciutat, el control de la primera línia de cases davant les muralles, i la possessió dels convents de Santa Clara i de Sant Pere; a l'interior d'aquest últim convent hi van tenir lloc furibunds atacs, sent pres i perdut onze vegades entre defensors i assaltants.
L'obertura del front exterior va ser una de les principals preocupacions dels dirigents catalans. Ja a l'agost de 1713, a penes transcorregut un mes de la declaració de guerra, es va llançar la primera acció encaminada a aquest teatre. Amb la ciutat completament envoltada per terra, es va organitzar una operació amfíbia en la qual van participar diverses desenes d'embarcacions que van desembarcar a homes, cavalls, armament, municions i pertrets en les costes del Maresme. L'expedició tenia per missió enllaçar Barcelona amb les fortaleses encara resistents d'Hostalric, Castellciutat i Cardona, desmentir la propaganda borbònica que afirmava que la guerra havia finalitzat comunicant a les principals ciutats i viles de Catalunya la proclamació de guerra feta a Barcelona el dia 6 de juliol, i reclutar efectius durant el seu pas per aquestes viles. La força expedicionària va protagonitzar diversos combats d'orde menor durant els dos mesos del seu recorregut, però va fracassar en els seus objectius. Amb l'entrada en el govern de la ciutat de Barcelona de Rafael Casanova es va plantejar novament la necessitat d'obrir el front exterior. La nova expedició comandada pel coronel Antoni Desvalls va ser un èxit i amb base en la fortalesa de Cardona, les tropes catalanes van aconseguir hostilitzar la rereguarda borbònica i les seves línies d'aprovisionament.
El coronel Antoni Desvalls va ser nomenat comandant suprem de totes les forces militars catalanes a l'exterior de Barcelona, protagonitzant entre altres l'aixecament del Lluçanès i del Maresme, els combats d'Arbúcies i Balsareny, el setge de Cardona i la batalla de Talamanca. Si la capitulació de Barcelona es va pactar el dia 12 de setembre, sent ocupada l'endemà, el cos d'exèrcit sota el general comandant d'Antoni Desvalls va capitular el 18 de setembre, concloent-se a partir d'aquest dia totes les operacions militars al Principat de Catalunya. Així mateix també cal esmentar els combats marítims protagonitzats per l'armada catalana que van tenir lloc enfront de Barcelona, les operacions de desembarcament de tropes, i els assalts marítim-terrestres contra diverses localitats costaneres per a saquejar i incendiar els magatzems d'aprovisionament borbònics.

## Estratègia, tàctiques i preparament
Tot l'estat major i els oficials, així com la majoria dels sotsoficials de l'exèrcit català el van formar veterans de la guerra de successió espanyola que havien lluitat en els Reials Exèrcits de Carles d'Àustria. També la major part de la primera lleva de juliol de 1713 la van formar veterans de l'exèrcit espanyol austracista, els quals havien combatut en les batalles de Saragossa i de Villaviciosa, i que es van negar a embarcar-se en les naus angleses d'evacuació. Així les Reials Guàrdies Catalanes, les tropes d'elit que havia format la guàrdia de corps del rei Carles d'Àustria, van ser enquadrades en el regiment del Roser; els valencians dels regiments de la ciutat i regne de València al regiment de la Verge dels Desemparats, els napolitans del regiment de Castiglioni a les companyies de napolitans, els alemanys de Friederich Shover al regiment de Sant Narcís, els del regiment de Juan de Fumada al regiment de la Concepció, els del regiment de Ferrer al regiment de Santa Eulalia, i la cavalleria del regiment d'Aragó als regiments de Sant Miguel i de la Fe. Els regiments de la Diputació i de la ciutat de Barcelona ja s'havien llevat en 1705, mantenint la seva estructura orgànica i procedint solament a incrementar la lleva; mateix cas dels regiments de cavalleria catalana del Nebot i Subies. Paradigmàtic era el cas del general comandant Villarroel, qui fins a 1710 havia servit en l'exèrcit de Felip V sota les ordres del Duc d'Orleans, i que en caure aquest en desgràcia s'havia passat a les tropes de l'arxiduc Carles d'Àustria; Villarroel havia destacat en gran manera durant el setge borbònic de Tortosa i coneixia a la perfecció les limitacions que presentava l'exèrcit de Felip V, les mancances tàctiques que patien als seus comandants i les seves tàctiques de combat.
Per al setge de Barcelona el general comandant Villarroel va dissenyar una estratègia conservadora, descartant el pla el buscar una batalla decisiva com la que van guanyar els catalans durant la Guerra dels Segadors, quan els terços Felip IV van ser derrotats en la batalla de Montjuïc de 1641. El terreny davant de Barcelona, amb un intricat paisatge d'hortes i vinyes que envoltava la ciutat, presentava una oportunitat estratègica per a maximitzar les possibilitats tàctiques dels fusellers, minimitzar l'impacte de la inferioritat numèrica a la qual devia enfrontar-se, i explotar les limitacions tècniques que patien a les tropes borbòniques de Felip V per a establir un veritable setge, sota el continu foc artiller llançat des de Barcelona cada vegada que intentessin penetrar sota el seu radi d'acció. Efectivament, en arribar davant del camp de Barcelona i després d'algunes temptatives, les tropes del comando del duc de Pópuli van desistir en els seus intents de dur a terme operacions d'entitat i van acabar per establir un cordó de bloqueig allunyat de les muralles comtals, que es va prolongar durant onze mesos i va castigar les seves tropes sotmeses a les inclemències del temps al llarg de l'hivern de 1713-1714. Per a la defensa del perímetre el general comandant Villarroel va fortificar diversos enclavaments de llarg a llarg del camp davant de Barcelona en les quals va aquarterar a diverses unitats de fuselleria i infanteria, atès que diverses esquadres de cavalleria constituïen un poderós cos mòbil que patrullava les defenses i que tenia el seu campament base a la Creu Coberta, a ponent del pla de Barcelona. El convent dels caputxins de Sarrià, situat al centre del camp de Barcelona, es va convertir en una fortalesa dotada amb artilleria i tropes d'infanteria. I en l'altra punta, a llevant i amb base al convent de Sant Francesc, es va situar la Gran Guàrdia de Cavalleria, operativa en tot moment per a dur a terme accions ofensives contra el cordó borbònic. per tota l'extensió del llarg camp, apostats en masies i petites edificacions de pagesos, es van establir bivacs per a les companyies de fusellers. Aquests cossos, els fusellers de muntanya, que en l'anterior segle XVI havien estat anomenats miquelets i almogàvers -prenent el símil dels seus homònims medievals-, tenien una pèssima reputació entre la població civil barcelonina per la seva desmesurada violència, rusticitat i propensió al robatori, per això tenien prohibida la seva entrada a la ciutat de Barcelona.
El general comandant Villarroel els va concedir llicència per a assaltar indiscriminadament el cordó de bloqueig on es refugiaven les tropes borbòniques; els fusellers rarament van observar les lleis de la guerra en les seves accions, assassinant a discreció i robant els morts; en contrapartida i malgrat comptar amb patent oficial i sou dels Tres Comuns de Catalunya, en el cas de ser capturats per les tropes borbòniques eren immediatament penjats, no sent objecte dels bescanvis de presoners que es realitzaven entre les tropes reglades de tots dos exèrcits. En la línia de comunicació fortificada entre Montjuïc i Barcelona es va destacar un cos de 300 infants i 100 cavalls, i en el convent de Santa Madrona de la mateixa muntanya es van destacar a diverses partides de fusellers que patrullaven pel cim.

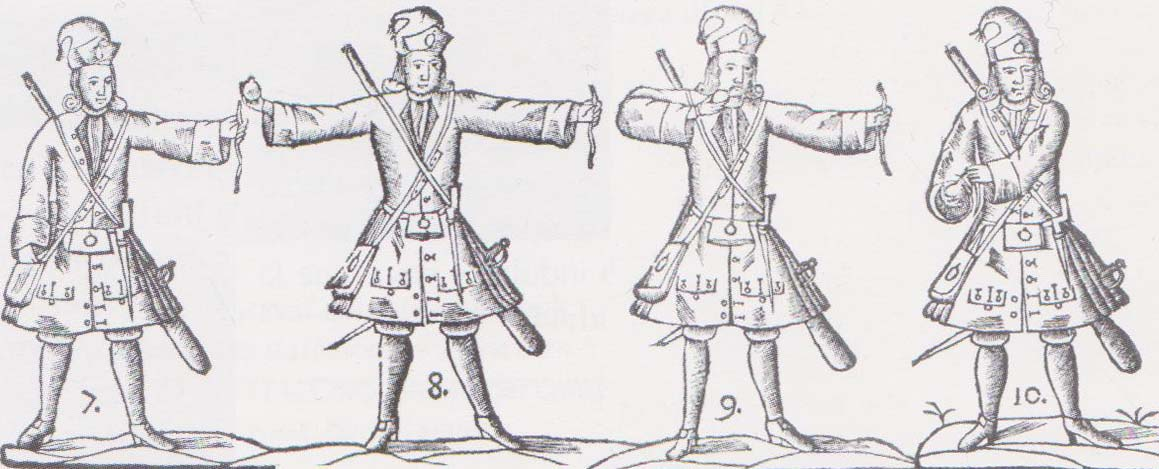
Croquis dels moviments per al llançament d'una granda extrets del manual d'ensinistrament de l'Exèrcit de Catalunya:«Exercici pràctic i especulatiu del fuseller, i granader» (1714), redactat pel coronel Joan Francesc Ferrer. Els exemplars dels manuals van ser impresos en el Reial Convent de Sant Domingo de Palma i portats a Barcelona en un dels combois que proveïen la ciutat.

La Coronela de Barcelona, la milícia gremial barcelonina, va ser reorganitzada pel general comandant Villarroel com un sol regiment de sis batallons. La milícia va carregar amb el pes de les guàrdies diàries en les muralles, baluards, portals i fortalesa de Montjuïc, alliberant de les tasques de guarnició a les tropes reglades a sou, que van poder actuar així com força operativa de combat. Els torns es van establir perquè un batalló s'encarregués del control dels portals, un altre de custodiar els baluards, un altre feia la guàrdia tres dies a Montjuïc i un altre estava mobilitzat com a cos de reserva en els convents de la ciutat mentre un altre feia descans. S'iniciava el torn fent guàrdia en els portals, l'endemà en els baluards, després reserva i després descans. D'aquesta manera es va dissenyar un sistema de dos mòduls de tres dies que comprometien a quatre dels sis batallons, i cada batalló tenia descans cada quatre dies. Malgrat estar en línia de combat el pes de les guàrdies era esgotador, perquè finalitzada la guàrdia els milicians s'incorporaven al seu lloc de treball. Els mestres de cases estaven exempts del servei d'armes, però van ser mobilitzats per a les tasques de fortificació, els cirurgians van ser destacats per als hospitalitzats de sang, mentre que els pescadors patrullaven la primera línia marítima. Per a l'ensinistrament i compactació de les tropes de l'exèrcit de Catalunya el general comandant Villarroel va ordenar la redacció d'un manual d'instrucció que va ser publicat per l'editor Rafael Figueró: Prontuari de les Veus Peculiars, que s'usen en el Exèrcit, i Disciplina Militar. Si bé gran part de l'exèrcit el formaven soldats professionals veterans, les nous reclutes no estaven ensinistrats en les tàctiques de combat i els usos militars. Així doncs l'entrenament era una qüestió fonamental a abordar, i tampoc es va deixar a l'atzar. Els manuals d'instrucció abundaven en el fons gràfic, detallant tots els passos per a aconseguir la càrrega de fusell de davant càrrega, la disposició de les tropes en línia, i els codis de comunicació. Al gener de 1714, l'obertura del front exterior i la presa d'iniciativa militar per l'exèrcit català, es va publicar la Cartilla Militar per a la cavallería i les Ordenances i Reglament Reial de totes les Tropes. També en aquest any el coronel d'infanteria Joan Francesc Ferrer, de la plana major de Villarroel, va publicar el manual Exercici pràctico i especulatiu del fuseller, i el granader.

## Logística i subministrament de l'exèrcit

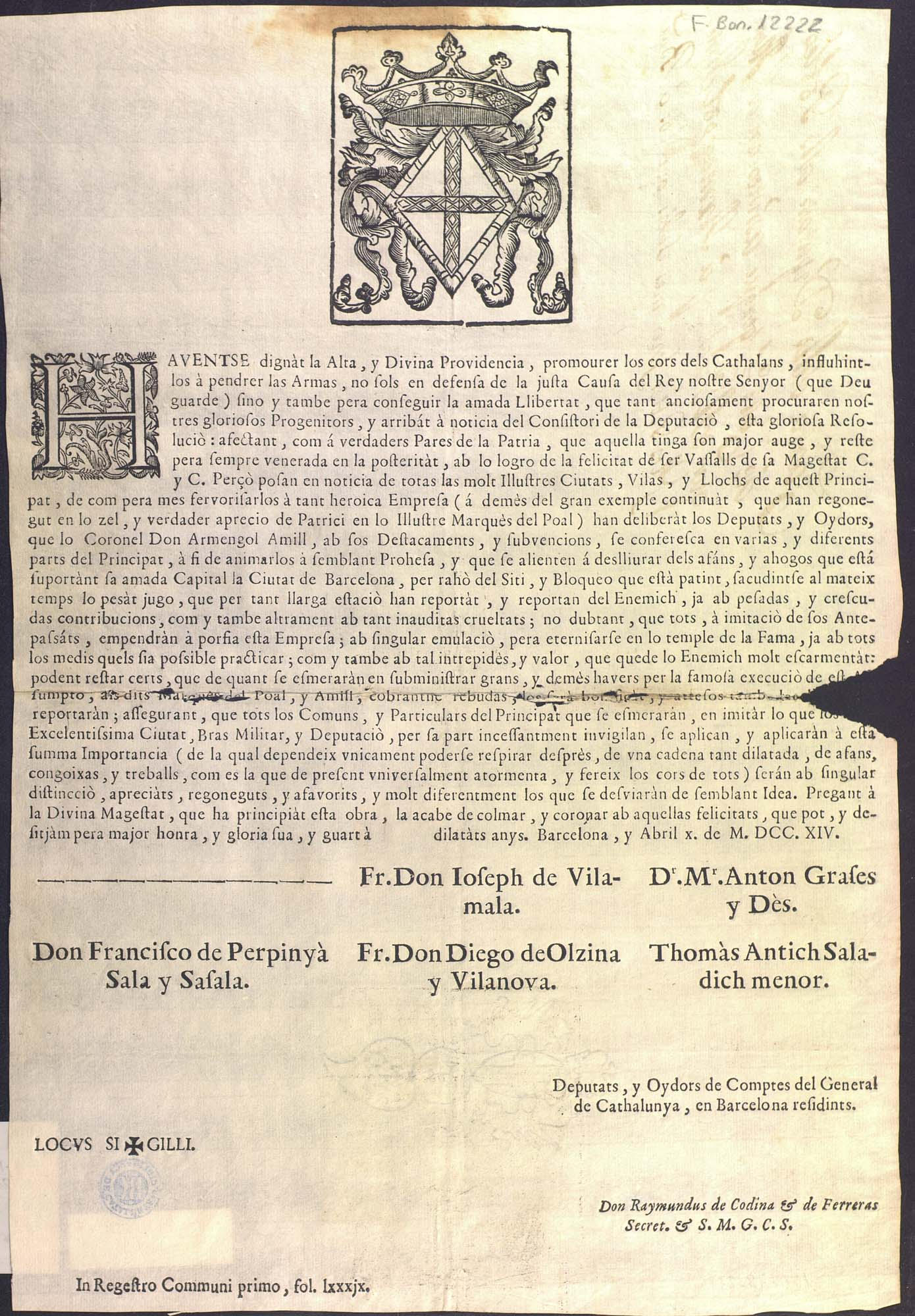
Carta circular de la Diputació del General de Catalunya de 10 d'abril de 1714 en la qual instaven a continuar la guerra «no sols en defensa de la justa causa del rei el nostre senyor (que Déu guardi) sinó i també, per a aconseguir l'estimada Llibertat».

Proclamada públicament la declaració de guerra al Borbó el dia 9 de juliol de 1713, a la fi de mes els industrials catalans ja havien subministrat a la Junta de Govern uniformes per a vestir a 3000 soldats. En un escenari equiparable a la guerra total, els industrials i mercaders catalans es van bolcar per a armar i equipar completament el seu exèrcit; els gremis barcelonins i les potents manufactures de la ciutat comtal van ser reconvertides per al satisfer les creixents demandes de la Junta de Govern. La maquinària bèl·lica catalana s'havia gestat en l'anterior segle XVI i comptava amb un patrimoni acumulat durant les contínues guerres en les quals durant més d'un segle, i a causa de la situació fronterera del país amb França, s'havia vist involucrada Catalunya. Si en el segle XV el desplaçament del centre de poder del mediterrani a l'atlàntic havien convertit Catalunya en un brou de cultiu de bandolers i de conflictes interns entre nyerros i cadells, la Guerra dels Segadors (1640-1652) i els subsegüent conflictes fronterers entre l'Imperi dels Habsburg espanyols i la França de Luís XIV van permetre canalitzar aquests conflictes cap a l'exterior.
Les contínues demandes de material per a proveir als Reials Exèrcits de Carles II van constituir la base de la indústria militar catalana que s'alimentava dels «seients», els contractes per a proveir a l'exèrcit de la Monarquia hispànica i que abastien un ampli espectre de materials: gra, farina, pa de munició, sabates, cadires de muntar, transports, pólvora i armament de tota classe. El desenvolupament de la indústria militar catalana va implicar la formació de tècnics i obrers especialitzats, radicats bàsicament a Barcelona i Ripoll. La contínua demanda per part de la monarquia va desbordar la capacitat de producció dels gremis i va propiciar l'aparició de la figura del seientista, uns industrials-mercaders amb capital financer suficient per a signar el contracte i complir amb el requerit; dits seientistes encarregaven la producció als gremis locals, i en cas que no poguessin donar proveïment, buscaven la producció en altres ciutats de la Mediterrània, comptant amb flotes de vaixells pròpies per al transport de les mercaderies; van sorgir així les poderoses famílies dels Dalmau, els Duran, els Feliu de la Penya, etc. Davant el canvi de segle i amb l'esclat del conflicte successori, els seientistes catalans van continuar subministrant a l'exèrcit borbònic durant la campanya italiana(1701-1704), i posteriorment a l'exèrcit austracista (1705-1713), per a després continuar amb l'exèrcit de Catalunya (1713-1714).
Així doncs, al juliol de 1713, tant Catalunya com especialment la seva capital, Barcelona, comptaven amb una poderosa indústria de guerra amb capacitat suficient per a armar i equipar completament al seu exèrcit, així com amb capitalistes per a finançar-lo, i amb el qual oposar-se a les tropes de Felip V les arques de les quals estaven prop de la fallida. I efectivament, només després de l'arribada de l'exèrcit francès enviat per Lluís XIV de França sota el comandament del duc de Berwick al juliol de 1714 va poder trencar-se finalment l'equilibri de forces i aconseguir prendre la ciutat a sang i foc després d'un setge de 61 dies. Barcelona era plaça d'armes, un espai on s'havien organitzat exèrcits i comptava amb tot l'equipament necessari, tant material, com a tècnic i humà, relatiu a tots els aspectes de la guerra. Els gegantescos magatzems de les Drassanes acumulaven fusells, armes blanques, pólvora, canons i carros de transport, mentre que a Sant Andreu del Palomar hi havia molins de pólvora. Tot el llarg de la campanya l'artilleria i infanteria catalana va comptar amb pólvora més que suficient, i aquesta només va començar a escassejar a partir de juliol-agost de 1714. La vila va fer veure a l'enemic la seva capacitat de foc i contínua capacitat de rebre subministraments davant les tropes borbòniques apostades en el cordó de bloqueig; així per exemple l'1 d'octubre de 1713, en honor al 28 aniversari d'emperador i rei Carles d'Àustria, es va disparar des de Barcelona una triple Salva Reial: van disparar 84 peces d'artilleria desde la plaça, després 30 peces d'artilleria de Montjuïc, i després i en diverses onades, els infants, els fusellers i els milicians apostats tot al llarg del camí encobert i les muralles. En total un dispendi de més de dues tones de pólvora en pocs minuts, i que va provocar en un pànic generalitzat entre les tropes de Felip V al no saber que és el que estava succeint. La pólvora va ser emmagatzemada en les Drassanes i a la Casa de la Pólvora, una polvorí situat prop de la Boqueria. La fabricació i càrrega de les granades era complexa i va requerir de artesans especialitzats en aquesta labor. El plom de les bales va ser subministrat pels mercaders Catà, Potau i Dalmau totalitzant prop de 700 quintals de metall, suficients per a la fabricació d'1.500.000 bales de fusell.
Els projectils d'artilleria van ser fabricats a la fosa de la ciutat, mentre que la reparació i fabricació d'armes de foc quedava sota càrrec dels gremis de la direcció dels mestres armers Mayol, Martí o Pujol. Així i tot es van comprar de l'exterior diverses partides d'armament, subministrant el mercader Baixeras una càrrega de més de 700 fusells, 1230 baionetes i 140 pistoles. Els subministraments enviats des del regne de Mallorca van ser vitals per a proveir a la ciutat adequadament, i no va ser fins que la flota de l'almirall francès Ducasse va bloquejar la bocana del port quan l'asfíxia de la ciutat va començar a fer estralls.

## Assalt final a Barcelona
Després dels dos assalts generals de mitjans d'agost de 1714, i la captura de l'últim comboi de subministraments procedent de Mallorca, la situació de la ciutat era desesperada. La fam era generalitzada i la situació humanitària per als civils era catastròfica. L'1 de setembre el general comandant Antonio de Villarroel va cridar en secret a consell en la seva residència a tots els generals i coronels que no estaven de guàrdia i els va exposar la disposició de les tropes borbòniques i l'estat de les set bretxes obertes en la muralla, presagiant la imminència de l'assalt final. Així mateix els va detallar la imperfecció de les estructures de defensa, el nombre de tropes disponibles així com l'escassetat de pólvora i municions, la falta de subministraments i la fam que assotava la ciutat. Davant aquesta situació, els va exposar la necessitat de buscar una capitulació honrosa i els va demanar el seu parer. La majoria van acceptar l'exposició de la dramàtica situació a la qual s'enfrontaven, i van resoldre ser del mateix sentir que el general comandant.
A la tarda del mateix dia, alertats els consellers de Barcelona, li van comunicar el seu desgrat pel seu procedir i van convocar al general comandant a exposar les seves accions i parers. El general comandant Villarroel els va repetir la situació en la qual es trobaven les defenses, la imminència de l'assalt final, i la impossibilitat de la plaça per a resistir-lo. El 3 de setembre, mentre reconeixien la primera línia de combats, el general comandant va aconseguir per fi torçar la fèrria voluntat del conseller en cap Rafael Casanova, asseverant-li que si «si aquesta ciutat fos només una fortalesa sense més habitants» no s'oposaria a prosseguir fins a la fi, però que davant els milers de civils i refugiats que hi havia a la ciutat, pel seu honor i cristiandat devien els consellers de Barcelona buscar una capitulació abans que fos massa tard.
El 4 de setembre el mariscal duc de Berwick va ordenar al tinent general d'Asfeld fer una crida i sol·licitar una negociació per a la capitulació pacífica de la ciutat a les autoritats catalanes. Informats els Tres Comuns de Catalunya, se'ls va convocar a consell per a deliberar una resposta. El conseller en cap Rafael Casanova va exposar el sentir del general comandant Villarroel i va proposar que, almenys, s'havia d'escoltar la proposició del mariscal de França, i si aquesta resultava inacceptable, es podria aprofitar la suspensió d'armes per a millorar les defenses. No obstant això, per una majoria de 26 a 4, es va decidir rebutjar la proposició borbònica de negociació pacífica. La resposta que els Tres Comuns de Catalunya van lliurar al coronel Gregorio de Saavedra perquè llegís literalment davant la trinxera borbònica va ser la següent:
| « | Els Tres Comuns s'han ajuntat i, considerada la proposició feta per un oficial dels enemics, responen que no volen sentir ni admetre cap proposició de l'enemic. | » |

Informat de la resolució dels Tres Comuns de Catalunya, el general comandant Antonio de Villaroel els va sol·licitar acceptessin el desistiment del seu càrrec com a general comandant de l'Exèrcit de Catalunya, perquè es negava a «ser còmplice» de tal bàrbara resolució. El 6 de setembre els Tres Comuns de Catalunya van acceptar la dimissió del tinent mariscal Villarroel, l'endemà se li va comunicar. Així mateix, se li van agrair els serveis prestats i se'l va informar que els consellers de Barcelona esperaven per a l'11 de setembre que un comboi procedent de Mallorca aconseguís trencar el cèrcol marítim, podent així el tinent mariscal Villarroel abandonar la ciutat. En interessar-se aquest per conèixer a qui havien nomenat els consellers de Barcelona com a nou general comandant, el síndic de la Ciutat li va respondre que a la Verge de la Mercè, la imatge de la qual havia estat retirada d'una església i instal·lada en la cadira de general comandant, i que per inspiració divina transmetria les ordres al conseller en cap, coronel i dobernador Rafael Casanova, qui les comunicaria als generals i coronels, que passaven a estar sota les seves ordres directes.
A les 4:30 de l'11 de setembre més de quaranta batallons borbònics van llançar l'assalt final sobre Barcelona. L'assalt general es va llançar simulatàniament pels tres fronts tal com va narrar el marquès de Sant Felip:
| « | Tots a un temps van muntar la bretxa, espanyols i francesos; el valor amb què el van executar no cap en la ponderació. Més van patir els francesos, perquè van atacar el més difícil. | » |

La defensa va ser obstinada i feroç, abatent als assaltants borbònics abans que aquests aconseguissin arribar fins a la muralla, però després de llançar diverses onades de soldats van aconseguir trencar les defenses de la bretxa al baluard del Portal Nou. A partir del trencament de la bretxa el col·lapse de la defensa es va precipitar, i veient que la caiguda de la ciutat era inevitable, els consellers de Barcelona i membres de la Junta de Govern van decidir abandonar la seva caserna general en el portal de Sant Antoni i sortir a combatre pels carrers. Des de les cinc del matí fins a les dues de la tarda els combats van tenir lloc en la trama urbana barcelonina; el conseller en cap Rafael Casanova va caure ferit en combat quan dirigia un contraatac pel sector de Sant Pere, mentre el tinent mariscal Villarroel va caure ferit en un altre contraatac pel sector de Santa Clara. El convent de Sant Agustí va ser escenari de violents combats, i com recordava el marquès de Sant Felip:
| « | Tot es vencia a força de sacrificada gent, que amb l'ardor de la baralla ja no donava caserna, ni el demanaven els catalans, sofrint intrèpidament la mort. | » |

## Ritus religiosos, juraments i banderes
La proclamació de Catalunya de prosseguir la guerra en solitari contra Felip V i contra França, ariets del regalisme europeu, va ser beneïda pel fervor catòlic dels catalans. Les invocacions a la Divina Provisió, a l'empara de Déu, i a la justícia de la causa van ser acompanyades de processons, resos del rosari, novenaris i la presència de l'altíssim en els altars. S'invocaven sovint els sants patrons de la Pàtria catalana per a la protecció dels soldats i les unitats, que van ser beneïdes sota la seva protecció: Santa Eulàlia de Barcelona, Sant Sever i Sant Narcís o Sant Jordi, van ser invocats repetidament per a la protecció de múltiples unitats, tant si eren regiments d'infanteria, batallons de la milícia o fragates de combat. Així mateix es van invocar els misteris de la Immaculada concepció de María i la Santíssima Trinitat.
L'acte de benedicció de les banderes i jurament dels soldats de Catalunya es va efectuar mitjançant el ritual catòlic. Els regiments desfilaven per Barcelona al comandament dels seus oficials fins a l'església o capella on es trobava la santa o sant patró sota la protecció del qual estaven. Una vegada davant el regiment formava, després de la qual cosa oficials i sotsoficials entraven a l'església amb les banderes plegades en una safata. Tot seguit s'oficiava un missa solemne i finalitzat l'ofici les banderes eren beneïdes. Els oficials sortien fora del recinte sagrat i es col·locaven enfront dels soldats formant un cercle amb la bandera en el centre; sota la supervisió de l'alferes, que era l'oficial de major grau clavava la bandera a l'asta amb un primer clau, ritual que era prosseguit pels altres oficials i sotsoficials. Clavades les banderes en les astes, eren alçades, i sota la seva presència l'auditor llegia les ordenances militars, la gemina militar, i els capítols referents a la defensa del Rei i del Pàtria. Formats els oficials davant els soldats, tots alçaven els tres dits de la mà dreta en senyal de la Santíssima Trinidad i realitzaven el jurament:
| « | En nom de la Santíssima Trinitat, Pare, Fill i Esperit Sant, Tres Persones distintes i Un sol Déu verdader Juro no abandonar la meva bandera fins no perdre l'última gota de la meva sang en defensa de la Sacra Cesària Catòlica Reial Majestad del Rei nostre Senyor i del Fidelíssim Principat de Catalunyaa | » |

Finalitzat tot el cerimonial de benedicció i jurament, es disparaven tres salves de fuselleria, després de la qual cosa el regiment tornava desfilant cap al seu aquarterament, on eren obsequiats amb un refrigeri. També es van celebrar amb especial devoció les diades en honor del sant patró que protegia la unitat. El 15 de març de 1714, en honor a Santa Madrona, el V batalló de la Coronela de Barcelona va celebrar la seva onomàstica sota la supervisió del sergent major de la Coronela Félix Nicolau de Monjo i a l'ordre del tinent coronel de la unitat. Obria la parada un destacament de música militar, seguit d'una companyia de granaders i els 434 milicians del batalló. Davant la catedral de Barcelona van formar enfront de la seu a sis de fons, esperant fins a la finalització de l'ofici. Tot seguit es va iniciar la processó amb la sagrada creu, el clergat i el capítol, seguits pel cos de la verge i màrtir Santa Madrona sota el pal·li portat pel consistori municipal encapçalat pel conseller en cap i coronel Rafael Casanova; tancaven la processó els homes del V batalló. Conclosa la processó les tropes van formar en batalla, van donar un descàrrega tancada, i per l'atenció que mereixia l'entrada la guàrdia, es van desarborar les banderes. Les banderes de la infanteria de l'Exèrcit de Catalunya mostraven la imatge del sant patró custodiat per les armes del Principat de Catalunya i les Reials armes de l'emperador i rei Carles III d'Aragó, així com també portaven una bandera de Sant Jordi, sant patró de Catalunya. Els estendards de cavalleria seguien el mateix patró, i el regiment de cavalleria de la Fe portava un Crist brodat sobre fons verd, divisa de la unitat, amb el lema Pro Lege, Pàtria et Rege «Per la Llei, la Pàtria i el Rei», sota la qual figuraven les armes reals de Carles III d'Aragó, les del coronel del regiment, i les de Catalunya. En les banderes de la Coronela de Barcelona figuraven les armes de la ciutat i l'emblema del gremi de la companyia.
Una de les banderes mes recordades es la Bandera de Santa Eulàlia, la bandera que des del segle XVI va esdevenir bandera de la ciutat, de fons carmesí amb la imatge de Santa Eulalia, copatrona de Barcelona, flanquejada per les armes de la ciutat i un sagrat calze amb el lema: Exugere Deus, Judicam Causa Tuam, «Vine Déu, i jutja la teva causa»

## Commemoracions bèl·liques, memorials de guerra, i recreacions històriques
En commemoració de l'esmentada efemèride bèl·lica i dels esforços dels catalans per mantenir les seves llibertats, el dia 11 de setembre va ser declarat Diada Nacional de Catalunya, i bona part de la celebració gira entorn als memorials de guerra. En el món de la recreació històrica, l'associació cultural Miquelets de Catalunya recrea les accions del «Regiment d'infanteria de la Diputació del General de Catalunya» amb la seva companyia de granaders radicada a Osona, al «Regiment de fusellers de Vilar i Ferrer» i al «Regiment de Coracers Sant Jordi», l'Associació «Coronela de Barcelona», recrea la Milícia Gremial de Barcelona, mentre l'associació cultural Miquelets del Regne de València recrea al «Regiment d'infanteria valenciana de La nostra Senyora dels Desemparats».
Existeixen memorials de guerra a Barcelona (Fossar de les Moreres), Torredembarra (combat de Torredembarra) i Talamanca (batalla de Talamanca). A més d'en aquests llocs, també se celebren commemoracions en Sant Hipòlit de Voltregà i Prats de Lluçanès (Aixecament del Lluçanès), i al castell de Cardona (setge i capitulació de Cardona).